# Monument voor Joes Kloppenburg
Het Monument voor Joes Kloppenburg is een kunstinstallatie in Amsterdam-Centrum. De opdracht tot dit werk kwam van het Amsterdams Fonds voor de Kunst.
Het geheel is ontworpen door Paul Vendel & Sandra de Wolf (Vendel & de Wolf), beide afgestudeerd aan de Gerrit Rietveld Academie, in samenwerking met dichter Martin Reints. Het monument is te zien in de Voetboogstraat nabij de plaats waar op 17 augustus 1996 Joes Kloppenburg door uitgaansgeweld om het leven kwam. Een jaar later, 16 augustus 1997, werd het kunstwerk onthuld door burgemeester Schelto Patijn, die in aanwezigheid van driehonderd gasten/personen een rede hield. Het bestaat uit twee delen. 
In de grond is een plaquette gebed met de tekst:
17 augustus 1996 Vier dronken opgefokte jongens komen hier in de Voetboogstraat ruzie zoeken. Ze slaan acht mensen in elkaar: cafégangers die patat zitten te eten, een zwerver, omstanders die het geweld proberen te stoppen. Joes Kloppenburg roept Kappen nou! Hij wordt doodgeslagen. Hij is 26. Het is vrijdagnacht, halfvijf.
Deel twee bestaat uit neonverlichting boven de plek. Zij laat HELP zien, volgens sommigen niet alleen een vraag op hulp, maar ook de opdracht te helpen indien nodig.
Amsterdam vernoemde in 2016 brug 5 tot Joes Kloppenburgbrug.

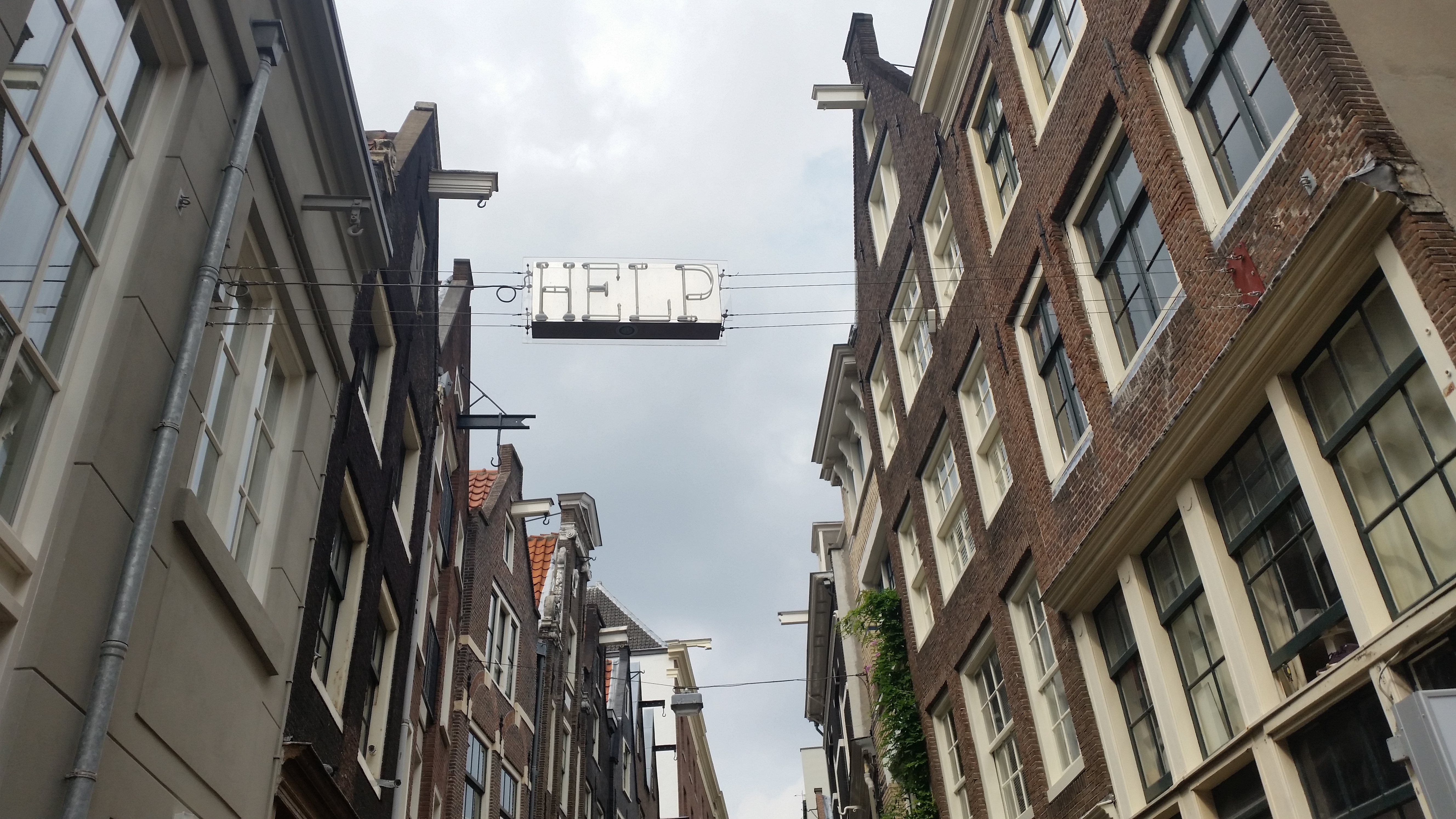
Help (augustus 2018)

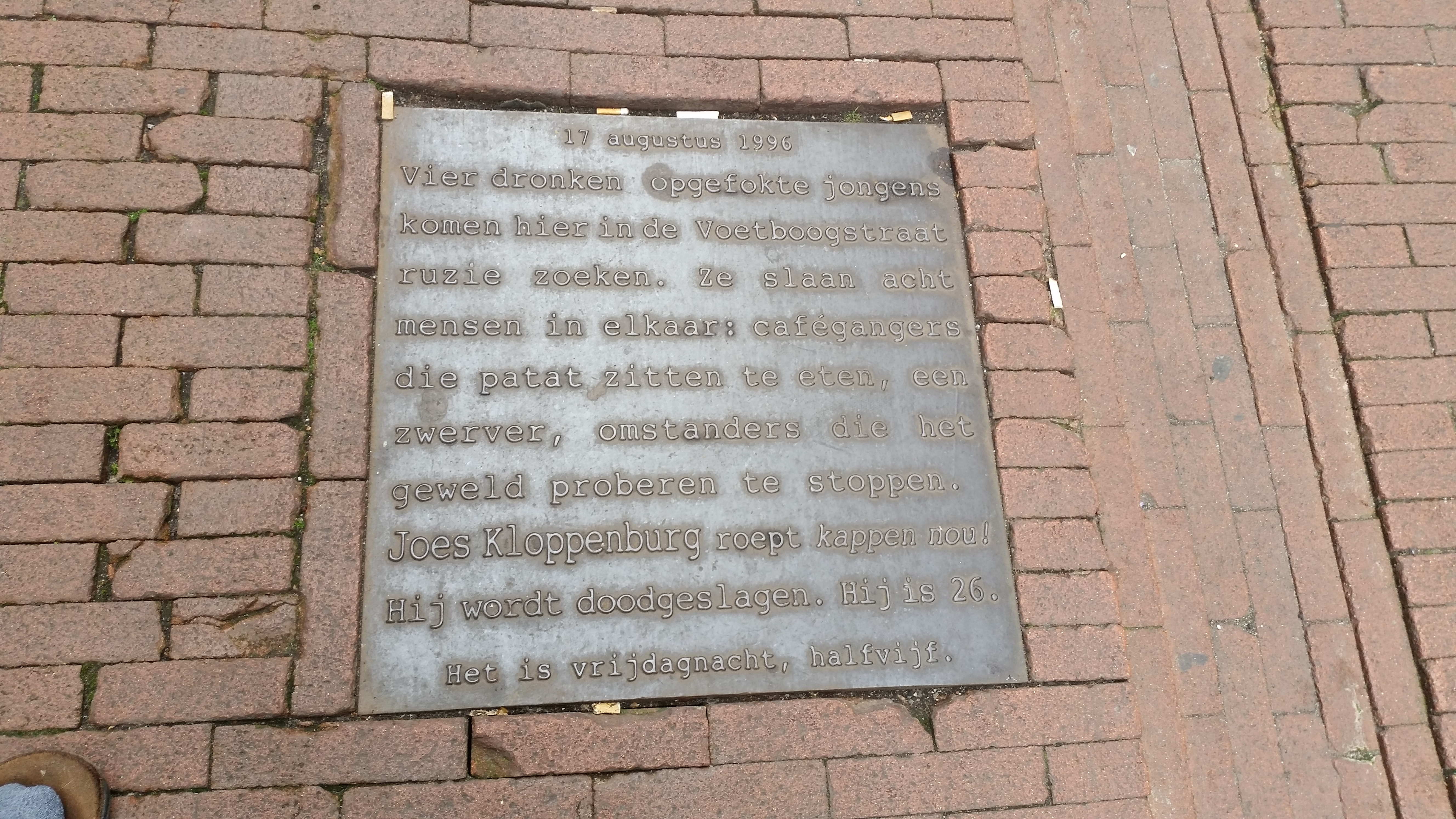
Plaquette (augustus 2018)